# Otto May (Propagandafunktionär)

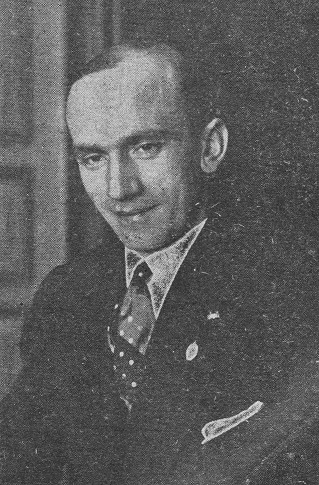
Otto May

Otto May (* 25. April 1897 in Kulmbach; † 1928/1929) war ein deutscher Funktionär der NS-Propaganda. Er gehörte von 1923 bis 1926 zu den führenden Persönlichkeiten der frühen NSDAP.

## Leben und Tätigkeit

### Frühes Leben
May war ein Sohn des Gefängnisaufsehers Adam May und dessen Ehefrau Margarete. May wuchs zusammen mit zwei jüngeren Schwestern, Babette und Elisabeth Theresie, in Kulmbach auf, wo der Vater in der als Zuchthaus genutzten Plassenburg tätig war. Im August 1909 siedelte die Familie nach Straubing um.
Am Ersten Weltkrieg nahm May mit der bayerischen Armee teil, wobei er 1917 schwer verwundet wurde.

### Tätigkeit in der NS-Bewegung von 1923 bis 1925
Am 10. April 1923 wurde May Propagandaleiter des Völkischen Beobachters, des offiziellen Parteiorgans der Nationalsozialistischen Deutschen Arbeiterpartei. In dieser Funktion oblag ihm die Leitung der Anzeigen- und Vertriebsabteilung des Blattes, die Beaufsichtigung der Inseratvertreter, die Einführung des Parteiorgans bei den publizistischen Großabnehmern im Reich sowie die Leitung der Plakat- und Flugblattpropaganda der Partei im gesamten deutschsprachigen Raum.
Nach dem Verbot des Völkischen Beobachters am 9. November 1923 infolge des gescheiterten Hitler-Putsches vom 8./9. November 1923 entwich May nach Thüringen.
In Thüringen betrieb May im Jahr 1924 die lokale Propaganda für die unter der Führung von Erich Ludendorff stehende Nationalsozialistische Freiheitsbewegung, eine Ersatzorganisation für die verbotene NSDAP. Während des Wahlkampfes zur Wahl des Thüringischen Landtages im Februar 1924 machte May erfolgreich Stimmung gegen die SPD und die Linksparteien. Zudem gründete er zu dieser Zeit eine Ortsgruppe in Weimar und fungierte von März bis Mai 1924 als Propagandachef des Weimarer Kampfblattes Der Völkische. Ende 1924 gründete er die Postille Enthüllungen, ein rechtsradikales und antisemitisches Blatt, das sich als Konkurrenzorgan zu der Presse der Großdeutschen Volksgemeinschaft verstand. Die Großdeutsche Volksgemeinschaft (GDV) war einer von zwei großen Flügeln, in die sich die NS-Bewegung nach dem Putsch von 1923 gespalten hatte. Die GDV wurde von Julius Streicher und Hermann Esser angeführt und stand im Gegensatz zu dem von Gregor Strasser angeführten Völkischen Block. Bei seiner Tätigkeit war May so erfolgreich, dass Esser ihn nach München zurückrief und ihn für sein eigenes Blatt Der Nationalsozialist engagierte. Bei diesem übernahm May die Leitung des gesamten Propagandawesens und die Position des Chefs der Anzeigenabteilung.

### Tätigkeit in der neugegründeten NSDAP (1925/1926)
Nach der Neugründung der NSDAP durch Adolf Hitler am 27. Februar 1925 trat May zum 31. März 1925 erneut bei (Mitgliedsnummer 13) und gehörte knapp ein Jahr lang zur engsten Führungsgruppe der Partei.
Von März bis zum 31. August 1925 amtierte May als Vorsitzender der Sektion Neuhausen der Ortsgruppe München der neugegründeten NSDAP. Von März bis zum 30. September 1925 und vom 1. Februar bis zum 6. Mai 1926 war er zugleich Propagandaleiter des wiederzugelassenen Völkischen Beobachters. Diese Tätigkeit wurde von Oktober 1925 bis Februar 1926 für vier Monate unterbrochen, nachdem er im Sommer eine Revolte der Münchener NSDAP gegen die Parteiführung angezettelt hatte (siehe das Unterkapitel unten) und am 30. September von seinem Posten zurückgetreten war. An seiner Stelle fungierte Hermann Esser von September 1925 bis Januar 1926 als Propagandachef der Partei. Esser musste sich jedoch aufgrund des Drucks norddeutscher Parteiführer, die ihn ablehnten, zurückziehen, so dass May im Februar 1926 auf seinen alten Posten zurückkehren konnte.
Nach Essers Ausscheiden kam es daher im Januar 1926 zu einer kurzzeitigen Wiederannäherung von May und Hitler, wobei May beinahe sein früheres Ansehen zurückgewann. Nachdem er sich jedoch im Frühjahr 1926 in die Machtkämpfe um die Person Essers verwickeln ließ und Hitler aggressiv zugunsten von Esser in diese Auseinandersetzungen eingriff, wurde er am 6. Mai 1926 vom Verlagsleiter des Völkischen Beobachters Max Amann erneut aus dem Dienst in der Parteipresse entlassen. Damit endete Mays Karriere in der NSDAP.
Danach blieb die Reichspropagandaleitung der NSDAP bis Juli 1926 formell führerlos, bevor Gregor Strasser sie faktisch und zum 16. September 1926 offiziell übernahm, wobei Heinrich Himmler als sein engster Mitarbeiter die Tagesgeschäfte führte.
In den Neuhauser Sektionsveranstaltungen wurde May seit Sommer 1926 am Reden gehindert. Er ging stattdessen nach Leipzig, wo er erfolglos versuchte, zum Vorsitzenden der dortigen NSDAP-Ortsgruppe zu avancieren. Am 11. August 1926 erklärte May seinen Austritt aus der NSDAP und wurde am 28. August 1926 aus der Reichskartei gestrichen.

### Mays Revolte gegen die Parteiführung vom Sommer 1925
Im Sommer 1925 zettelte May einen Machtkampf mit der Parteiführung der NSDAP an, in der sich zeitweise mindestens drei von zehn Münchener NSDAP-Sektionen gegen die Reichsleitung der Partei stellten. Hintergrund war, dass der ehrgeizige May zu dieser Zeit versuchte, seinen Einfluss in der Partei auch auf die städtische Organisation der NSDAP in München auszudehnen.
Anfang Juni 1925 forderte die Mitgliederversammlung der Sektion Süd eine öffentliche Generalversammlung der NSDAP. Rösch zufolge war das wahrscheinliche Ziel, Auseinandersetzungen mit der Parteiführung anzuzetteln. Hitler lehnte dies ab und verlangte stattdessen unbedingte Unterordnung der Männer unter die Parteiführung.
Im Juli 1925 attackierte ein Vertrauensmann von May, der Kassenrevisor der Sektion Neuhausen Hans Pöschl, in einem Rundschreiben an alle Münchener Sektionen die Parteiführung. Pöschl agierte dabei als Strohmann von May. In seinem Rundschreiben kritisierte Pöschl die Inaktivität der NSDAP seit ihrer Neugründung und die Dominanz der ehemaligen Führung der Großdeutschen Volksgemeinschaft (GVG) in der neuen Parteileitung. Insbesondere den Schatzmeister der Partei, Franz Xaver Schwarz, griff Pöschl scharf an. Allgemein stellte er die rhetorische Frage in den Raum, wie es sein könne, dass verdiente Kämpfer der Partei aus der Zeit vor 1923 sich aus der Partei zurückziehen würden, dafür aber, auch in der Reichsleitung, unbekannte Personen, die nicht „die Tendenzen der alten NSDAP“ verfolgen würden, führende Posten einnehmen würden. Provokant war Pöschls Schreiben zumal deshalb, weil Pöschl kurzerhand die Führungskompetenz der Reichsleitung der NSDAP und Hitlers überging und erklärte, dass May von seiner Sektion beauftragt worden sei, in Verbindung mit den anderen Münchner Sektionsführern eine Generalmitgliederversammlung herbeizuführen, die aus alten Parteigenossen einen „den alten Nationalsozialisten angenehmen Vorstand“ wählen sollte.
Kurz darauf forderten Pöschl und May bei einer Versammlung der Sektion Innere Stadt, dass Hitler ein zweiter Vorsitzender beigegeben werden solle, der als juristischer Berater und gewandter Redner das Redeverbot erfolgreicher bekämpfen bzw. umgehen könne und der vor allem eine Generalversammlung einberufen könne. Rösch zufolge zielte die Aktion darauf ab, die Dominanz der Funktionäre der früheren Großdeutschen Volksgemeinschaft gegenüber dem Völkischen Block in der Parteiführung rückgängig zu machen sowie die Führungsstruktur der NSDAP umzustoßen, indem sie den unumschränkten Führungsanspruch Hitlers in Frage stellte. Das Vorhaben richtete sich somit direkt gegen den Parteiführer, auch wenn May das Gegenteil beschwor.
Die von May initiierte Revolte fand bald breite Unterstützung in der Münchener NSDAP. Am 13. Juli 1925 forderte die Mitgliederversammlung der Sektion Innere Stadt ebenfalls eine Generalmitgliederversammlung und die Neuwahl der Parteileitung. Auch die Mitgliederversammlung der Sektion Haidhausen signalisierte am 15. Juli, als Pöschl für die Aktion warb, Zustimmung. Der Sektionsführer Schiedermaier warnte jedoch noch in der Nacht die Parteileitung.
Am 16. Juli 1925 inszenierte May die offene Rebellion, indem er im Namen seiner Sektion von der Parteigeschäftsstelle verlangte, binnen acht Tagen eine Sektionsführerbesprechung mit Hitler und Esser einzuberufen, da die Parteileitung sich seit Wochen nicht zur Frage einer ordnungsgemäßen Parteileitung geäußert habe. Deshalb habe seine Sektion ihn damit beauftragt, sich mit den Führern der anderen Münchener Sektionen ins Benehmen zu setzen, um in kürzester Zeit die Schaffung einer ordnungsgemäßen Parteileitung zu bewerkstelligen.
Die Sektion dehnte sich tatsächlich weiter aus. Während eines Sprechabends der Sektion Innere Stadt am 20. Juli 1925, zu dem alle Münchener NS-Sektionen eingeladen waren, erzwangen die 180 Anwesenden gegen den Willen des Sektionsvorsitzenden Karl Eggers eine Diskussion über die Neuwahl der Parteileitung. Sie stellten an den anwesenden Parteigeschäftsführer Philipp Bouhler die Forderung, eine Generalmitgliederversammlung zur Wahl einer provisorischen Parteileitung einzuberufen, die die Geschäfte übernehmen sollte, bis Hitler nicht mehr durch das ihm von der bayerischen Regierung auferlegte Redeverbot behindert sei.
In der Neuhauser Mitgliederversammlung am 21. Juli polemisierte May dann, dass in der Parteileitung Leute säßen, „die es mit der nationalsozialistischen Bewegung nicht ernst nehmen und gegen die Ziele der Bewegung arbeiten“ würden, und erklärte theatralisch, dass 99 % des Saustalls in der Parteileitung noch gar nicht ans Licht der Öffentlichkeit gebracht seien. In dem Bestreben, die Situation zu dramatisieren, legte May kurz vor Versammlungsende sein Amt nieder, mit der Begründung, die Hauptgeschäftsstelle verweigere ihm die Möglichkeit, über die Zustände in der Parteileitung zu sprechen, ließ sich aber, wie beabsichtigt, von den anwesenden Mitgliedern der Sektion bewegen, seinen Entschluss zurückzunehmen. Stattdessen übersandte die Sektion der Parteihauptgeschäftsstelle die Forderung, alle Parteiführer aus der Reichsleitung zu entfernen, die erst nach November 1923 eingetreten seien. Dies richtete sich namentlich gegen Schwarz und Bouhler, die tatsächlich schon 1922/1923 Parteimitglieder geworden waren.
Um für die erwartete Generalmitgliederversammlung seinen Einfluss zu steigern, versuchte May die Münchener Sektionen vorbei an der Parteileitung als Interessenkoalition zu bündeln, wobei er als Anlass hierfür die Weigerung des ehemaligen GVG-Stadtrates Meyr nutzte, entweder zur NSDAP überzutreten oder sein Mandat abzugeben.
Am 21. Juli 1925 schlug May in seiner Stellung als Propagandaleiter der Partei den Münchner Sektionsführern vor, Meyr mit gemeinsamen öffentlichen Resolutionen aus dem Stadtrat zu drängen. Um seine Position weiter zu stärken, gründete May Mitte 1925 gemeinsam mit Christian Weber den Verlag Europäische Zeit und ein gleichnamiges Wochenblatt.
Zu diesem Zeitpunkt sah die Reichsleitung sich veranlasst, einzuschreiten. Hitler, der in Bayreuth weilte, lehnte jede Kompromissbereitschaft ab und ließ seinen Sekretär Heß mit einer von ihm ausgestellten Vollmacht bei den Sektionen intervenieren, um für Ruhe zu sorgen. Die Parteileitung blockierte die öffentliche Artikulation der Aufrührer. Alle Neuhauser Sprechabende sowie Sektionsvorträge mit brisanten Themen wurden abgesetzt.
Rückendeckung erhielt May durch Christian Weber, der Bouhler versicherte, dass die Aktion sich keineswegs gegen Hitler richte, dem May unbedingt treu ergeben sei. Auch May und seine Sektion versicherten in ihrem Protestschreiben gegen die Absetzung der Sektionsabende, die Aktion wende sich nicht gegen Hitler, und drohten für den Fall einer entsprechenden Behauptung sogar Handgreiflichkeiten an. Zugleich kündigte die Sektion aber an, dass sie künftig auf Kosten der Mitgliedsbeiträge wöchentliche Nachrichten veröffentlichen werde.
Nach seiner Rückkehr von einer Bayreuthreise versammelte Hitler am 4. August 1925 die Führer der Münchener Sektionen und setzte seinen Führungsanspruch durch. Er lehnte die Forderung nach einem zweiten Vorsitzenden, wie er ihn bis 1923 gehabt hatte, nun rigoros ab. Eine Generalmitgliederversammlung sowie die Neuwahl der Parteiführung sicherte er für Anfang 1926 zu. Er kündigte aber an, sich niemals von Abstimmungen abhängig zu machen. Zugleich stellte er sich hinter die angefeindeten Parteiführungsfunktionäre Bouhler und Schwarz. Am 21. August erfüllte er die Forderungen, die Vereinsgründung der NSDAP mit festen Parteisatzungen zu vollziehen und eine Generalmitgliederversammlung, und zwar für Januar 1926, anzusetzen. Bemerkenswerterweise entfernte er keinen der Aufrührer der Revolte aus seinem Amt. Mathias Rösch vermutet in seiner Studie zur Geschichte der Münchener NSDAP, dass Hitler erneute Auseinandersetzungen, die eine Entlassung Mays wahrscheinlich nach sich gezogen hätten, damit vermeiden wollte.
May sorgte in der Folgezeit mit einigen Anhängern weiterhin für Unruhe in der Münchener Ortsgruppe, gab seine Aktivitäten aber auf, nachdem die Sektionen anfingen, diese zu ignorieren. Am 21. August 1925 gab May die Neuhauser Sektionsführung auf. Auseinandersetzungen mit Alfred Rosenberg, dem Hauptschriftleiter des Völkischen Beobachters, veranlassten ihn, sich am 30. September 1925 auch als Leiter der Anzeigenabteilung und der Propaganda des Völkischen Beobachters, also als Propagandachef der Partei, zurückzuziehen.
Die von May und Werber gegründete Europäische Zeit ging im Oktober 1925 in Konkurs, u. a. deswegen weil Hitler dem Blatt die Unterstützung verweigerte.
Im November 1925 versuchte May wieder in das Geschehen der Sektion Neuhausen einzugreifen, indem er vor den Mitgliedern gegen die Leitung des Völkischen Beobachters und die Parteiführung polemisierte. Die neue Sektionsführung Karl Ostberg und Max Amann unterbanden anschließend Auftritte von May bis zu seiner (vorübergehenden) Aussöhnung mit Hitler im Januar 1926.

### Letzte Lebensjahre
Im Herbst 1926 fand May eine Anstellung bei der Zeitung AZ am Abend. Im Juli 1927 wurde er von dieser Zeitung, wahrscheinlich aufgrund der anhaltenden Nachstellungen durch die NSDAP-Führung, entlassen, wobei ihm der AZ-Chefredakteur im Kündigungsschreiben ein gutes Arbeitszeugnis ausstellte.
Den symbolischen Schlusspunkt von Mays Beziehung zur NSDAP markierte eine Streitschrift mit dem Titel Hitler und seine Canaille, die er 1928 veröffentlichte, in der er Hitler persönlich angriff. Rösch kennzeichnet diese als in ihrem Stil „sensationsheischend“ und hegt Skepsis bezüglich ihres Quellenwertes.
In den Jahren 1927/1928 verliert sich Mays Spur seinem Biographen Schmidt zufolge. Aus einem Schreiben des Reichsschatzmeisters der NSDAP Franz Xaver Schwarz vom Januar 1938 geht hervor, dass May zu diesem Zeitpunkt bereits verstorben war.
Mays Ehefrau Ella May wird in dem 1929 zusammengestellten Adressbuch für Apolda für das Jahr 1930 als Witwe mit Wohnsitz in der Ritterstraße 11 verzeichnet, May muss demnach spätestens 1929 verstorben sein.

## Ehe und Familie
May heiratete in erster Ehe im Mai 1918 in Erlangen Balz (* Juli 1895 in Arzberg, Wunsiedel). Die Ehe wurde 1922 geschieden. In zweiter Ehe heiratete er am 29. Juli 1922 in Apolda Ella vom Baum (* 20. Mai 1896 in Roda). Mays Ehefrau verheiratete sich am 26. Oktober 1929 als „Witwe“ in Apolda ein zweites Mal.
Aus der ersten Ehe ging eine Tochter, Lieselotte (* 12. März 1919 in Naumburg), und aus der zweiten Ehe eine Tochter, Magarete Tjalda (* 11. März 1923 in Bad Sulza; † 29. Juni 2001 in Amsterdam), hervor.

## Archivarische Überlieferung
Im Bundesarchiv haben sich im Bestand des Berlin Document Center zwei Akten über May erhalten: eine Akte mit Parteikorrespondenz der NSDAP zu ihm (R 9361-II/668474) und eine Akte des Parteigerichts zu ihm (R 9361-I/25881).

## Schriften
- Adolf Hitler und seine Canaille. Eine Abrechnung, 1928.